# Монморанси-Фоссё, Анн-Леон II де
Анн-Леон II де Монморанси (фр. Anne Léon II de Montmorency; 11 августа 1731 — 1 сентября 1799, Мюнстер), герцог де Бофор-Монморанси — французский генерал.

## Биография
Сын Анн-Леона I де Монморанси-Фоссё и Анн-Мари Барб де Виль.
Первый христианский барон и первый барон Франции, вольный имперский барон, суверенный принц д'Эгремон, граф де Гурне, Танкарвиль и Крёйи, маркиз де Сеньеле, де Кревкёр и прочее, наследный коннетабль Нормандии.
В 1746 участвовал в осаде Намюра и битве при Року. С 20 января 1747 знаменосец в роте жандармов Королевы, в чине подполковника кавалерии. Участвовал в битве при Лауфельде, а в 1748 в осаде Маастрихта.
1 июня 1748 назначен капитан-лейтенантом своей роты, с производством в чин кампмейстера кавалерийского полка.
Командовал ротой в лагерях в Клостерсеверне и Целле в 1757, затем в битве при Зундерсхаузене и оккупации Гессен-Касселя и Гессен-Дармштадта; в 1758 в бою у Луттерберга, в 1759 при Миндене, делах при Корбахе и Варбурге, а в 1760 в сражении при Клостеркампене.
27 июля 1762 произведен в лагерные маршалы.
Женившись в 1767 вторым браком на наследнице последнего герцога из линии Монморанси-Бутвиль, Шарля-Франсуа-Фредерика II де Монморанси-Люксембурга, приобрел титул герцога де Бофор-Монморанси.
Умер в эмиграции.

## Семья
1-я жена (27.01.1761): Мари-Жюдит, графиня де Шампань (17.02.1745—23.05.1763), дочь Луи-Юбера, графа де Шампань, и Бонны-Жюдит де Лоприак де Коэтмадёк
Сын:
- Мари-Анн (1762—20.09.1765)

2-я жена (6.10.1767): Шарлотта Анна Франсуаза де Монморанси-Люксембург (17.11.1752 — после 1812), дочь герцога Анна-Франсуа де Монморанси, наследника герцога де Пине-Люксембурга и де Бофор-Монморанси, и принцессы Луизы Франсуазы де Монморанси-Люксембург
Дети:

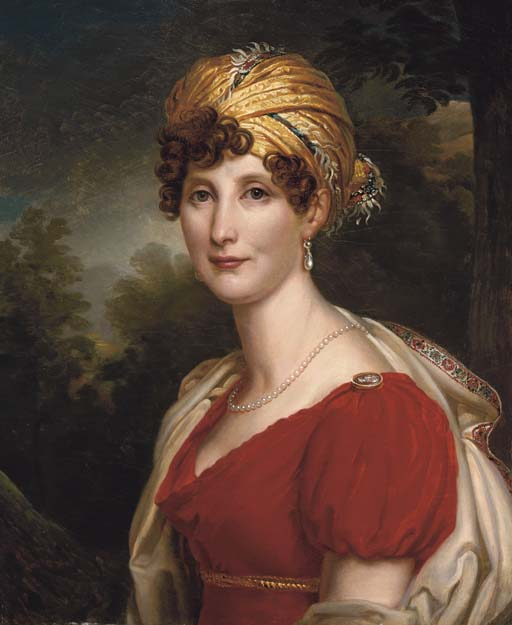
Элизабет де Роган, дочь

- Анн-Шарль-Франсуа де Монморанси (28.07.1768—25.05.1846), герцог де Монморанси. Жена (2.06.1788): графиня Анн-Луиза-Каролина де Гойон де Матиньон (23.05.1774—27.3.1846), дочь графа Луи-Шарля-Огюста де Гойон де Матиньона, 3 детей
- Анн-Луи-Кристиан де Монморанси-Танкарвиль (26.05.1769—25.12.1844), принц де Робек. Жена (6.09.1797): графиня Мария-Генриетта де Бек де Льевр (ум. 1833), 5  детей
- Анн-Луиза Элизабет де Монморанси (8.07.1771—20.11.1828). Муж (29.05.1785): Александр-Луи-Огюст де Роган-Шабо, герцог де Роган (3.12.1761—8.02.1816), 6 детей
- Анн-Жозеф-Тибо де Монморанси (15.03.1773—21.10.1818), граф де Монморанси. Жена (1809): Эуфемия Теодора Валентина де Арши (1787—1858), брак бездетный
- Анн-Элеонор-Пюлькери де Монморанси (1.11.1776—15.08.1863). Муж (20.04.1801): Виктор-Луи-Виктюрньен де Рошешуар, маркиз де Мортемар (12.08.1780—28.01.1834), 4 детей
- Анн-Шарль-Луи де Монморанси (8.12.1782—20.07.1814), граф де Гурне